# 豪徳寺 (地名)
豪徳寺（ごうとくじ）は、東京都世田谷区の町名。現行行政地名は豪徳寺一丁目および同二丁目。住居表示実施済み区域である。

## 地理
東京都世田谷区の中央部に位置する。東から時計回りに、世田谷区梅丘、世田谷区世田谷、世田谷区桜、世田谷区宮坂、世田谷区赤堤、世田谷区松原の各町に隣接する。

### 概要
「招き猫」伝説で知られる豪徳寺がある。町域北部を横断する北沢川緑道や南辺の烏山川緑道は、それぞれ暗渠化した北沢川や烏山川の上部を緑道に造成したものである。川の名残としていくつかの橋の名前が残っている。町内部分の北沢川緑道では、山下橋、新山下橋、松竹橋等、烏山川緑道では八幡橋、城向橋、青葉橋、品川橋等である。
西辺を東急世田谷線が通っており、同線の山下駅と小田急小田原線の豪徳寺駅が町域内にある。両駅間は乗り換え可能である。

### 地価
住宅地の地価は、2024年（令和6年）7月1日の地価調査によれば、豪徳寺1-53-8の地点で72万1000円/m2となっている。

## 歴史

### 地名の由来
旧：荏原郡世田ヶ谷村。1966年（昭和41年）の住居表示実施時に、寺の名前から地名が付けられた。

## 世帯数と人口
2025年（令和7年）1月1日現在（世田谷区発表）の世帯数と人口は以下の通りである。
| 丁目         | 世帯数    | 人口    |
| ------------ | --------- | ------- |
| 豪徳寺一丁目 | 2,651世帯 | 4,255人 |
| 豪徳寺二丁目 | 1,257世帯 | 2,483人 |
| 計           | 3,908世帯 | 6,738人 |

### 人口の変遷
国勢調査による人口の推移。
| 年                 | 人口  |
| ------------------ | ----- |
| 1995年（平成7年）  | 6,437 |
| 2000年（平成12年） | 6,518 |
| 2005年（平成17年） | 6,565 |
| 2010年（平成22年） | 6,466 |
| 2015年（平成27年） | 6,530 |
| 2020年（令和2年）  | 6,642 |

### 世帯数の変遷
国勢調査による世帯数の推移。
| 年                 | 世帯数 |
| ------------------ | ------ |
| 1995年（平成7年）  | 3,117  |
| 2000年（平成12年） | 3,355  |
| 2005年（平成17年） | 3,571  |
| 2010年（平成22年） | 3,599  |
| 2015年（平成27年） | 3,695  |
| 2020年（令和2年）  | 3,766  |

## 学区
区立小・中学校に通う場合、学区は以下の通りとなる（2024年8月現在）。
| 丁目         | 番地 | 小学校     | 中学校       |
| ------------ | ---- | ---------- | ------------ |
| 豪徳寺一丁目 | 全域 | 城山小学校 | 世田谷中学校 |
| 豪徳寺二丁目 | 全域 | 城山小学校 | 世田谷中学校 |

## 事業所
2021年（令和3年）現在の経済センサス調査による事業所数と従業員数は以下の通りである。
| 丁目         | 事業所数  | 従業員数 |
| ------------ | --------- | -------- |
| 豪徳寺一丁目 | 219事業所 | 1,387人  |
| 豪徳寺二丁目 | 39事業所  | 229人    |
| 計           | 258事業所 | 1,616人  |

### 事業者数の変遷
経済センサスによる事業所数の推移。
| 年                 | 事業者数 |
| ------------------ | -------- |
| 2016年（平成28年） | 303      |
| 2021年（令和3年）  | 258      |

### 従業員数の変遷
経済センサスによる従業員数の推移。
| 年                 | 従業員数 |
| ------------------ | -------- |
| 2016年（平成28年） | 1,607    |
| 2021年（令和3年）  | 1,616    |

## 交通

### 鉄道
| 街区内の駅                                                    |
| ------------------------------------------------------------- |
| 東急世田谷線 - 山下駅(SG 06) 小田急小田原線 - 豪徳寺駅(OH 10) |

※両駅は乗り換え可能である。

### 道路
- 東京都道423号渋谷経堂線
- 東京都道427号瀬田貫井線

## 施設
- 豪徳寺
- 善性寺
- 世田谷区立世田谷城阯公園

## 史跡
- 世田谷城

## その他

### 日本郵便
- 郵便番号 : 154-0021[2]（集配局 : 世田谷郵便局[15]）。